# Moviment d'Unitat per la Democràcia
El Moviment d'Unitat per la Democràcia (portuguès: Movimento de Unidade para a Democracia, MUD) va ser un partit polític de Guinea Bissau.

## Història
El MUD es va establir el 6 de juny de 1990 per Filinto Vaz Martins, un ex membre del governamental PAIGC, i va ser el segon participant establert després de la introducció de la democràcia multipartidista. Es va unir a l'aliança Unió pel Canvi alliance, que va guanyar sis escons a les eleccions generals de 1994, tot i que el MUD no en va rebre cap.
La Unió pel Canvi es va reduir a tres escons en les eleccions generals de Guinea Bissau de 1999-2000, i els va perdre en les eleccions legislatives de Guinea Bissau de 2004, després de la qual cosa el MUD restà inactiu.